# Let L-200
Die Let L-200 Morava (deutsch Mähren) ist ein tschechoslowakisches Reiseflugzeug. Sie entstand in der zweiten Hälfte der 1950er-Jahre.

## Entwicklung
Die Konstruktionsarbeiten begannen 1956 bei LET in Kunovice und wurden von Ingenieur Ladislav Smrček geleitet. Das Flugzeug ist ein zweimotoriger Tiefdecker in Ganzmetall-Halbschalenbauweise. Der trapezförmige, zweiholmige Tragflügel verfügt über Spaltklappen und ist an seinen Enden mit tropfenförmigen Tanks ausgestattet, die zusammen 230 Liter Kraftstoff fassen. Zwei weitere Behälter mit je 95 Litern befinden sich intern im Flügel zwischen dem Hilfs- und dem dahinterliegenden Hauptholm. Das Leitwerk besteht aus dem rechteckigen und zweiholmigen Höhenruder und zwei in Endscheiben integrierten Seitenrudern. Das Bugradfahrwerk ist vollständig einziehbar, wobei die Haupträder in die Motorgondeln einfahren.
Der Erstflug des Prototyps erfolgte am 8. April 1957. Er wurde im September des Jahres auf der III. Maschinenbaumesse in Brno öffentlich im Flug vorgeführt und am Boden präsentiert. Als Antrieb dienten zwei luftgekühlte Reihenmotoren Walter Minor 6-III mit je 160 PS Nennleistung bei 2500/min und verstellbaren, zweiblättrigen Luftschrauben aus Metall. Die Triebwerke wurden auch beim ersten Serienlos verwendet, dessen Produktion 1959 anlief. 1960 folgte die leistungsgesteigerte L-200A. Sie wird von zwei 210 PS starken Triebwerken Walter M337 angetrieben und verfügt über elektrisch verstellbare Zweiblattluftschrauben V-410. 1962 erschien die nochmals verbesserte L-200D mit serienmäßiger Enteisungsanlage und luxuriöserer Kabinenausstattung. Die Motoren wurden beibehalten, treiben nun aber hydraulisch verstellbare V-506-Dreiblattluftschrauben an. Das Fahrwerk war verstärkt und das Hydrauliksystem verbessert worden.
Die Produktion endete 1986 nach dem 361. Exemplar. Die L-200 war ein Exporterfolg und flog in 22 Ländern, wobei allein 181 Stück an die Sowjetunion geliefert wurden. Das Flugzeug zeichnet sich durch Robustheit, Zuverlässigkeit und gute Flugeigenschaften aus.

## Sonstiges
Die DDR kaufte 1963 eine L-200D und setzte sie kurze Zeit als Reiseflugzeug der Staatssicherheit ein, bis sie 1965 nach einem Unfall abgeschrieben wurde. Zwei weitere L-200 der Serien A und D flogen von 1968 bis 1987 bei der GST. Die „WLB“ fliegt heute mit dem Kennzeichen D-GALE, die „WLA“ steht im Luftfahrtmuseum Finowfurt.
| Registereintrag L-200 |                               |                |                  |
| Werksnummer           | Kennzeichen                   | Eintragung     | Löschung         |
| 171421                | DM-WZY                        | 1963           | 1965             |
| 170712                | DM-WLB (ehem. OE-FTU, OK-PHA) | 16. April 1968 | 3. Dezember 1987 |
| 171213                | DM-WLA (ehem. OK-RHF)         | 21. März 1968  | 3. Dezember 1987 |

## Militärische Nutzer
- Bulgarien
- Kuba
- Tschechoslowakei
- Ungarn

## Technische Daten

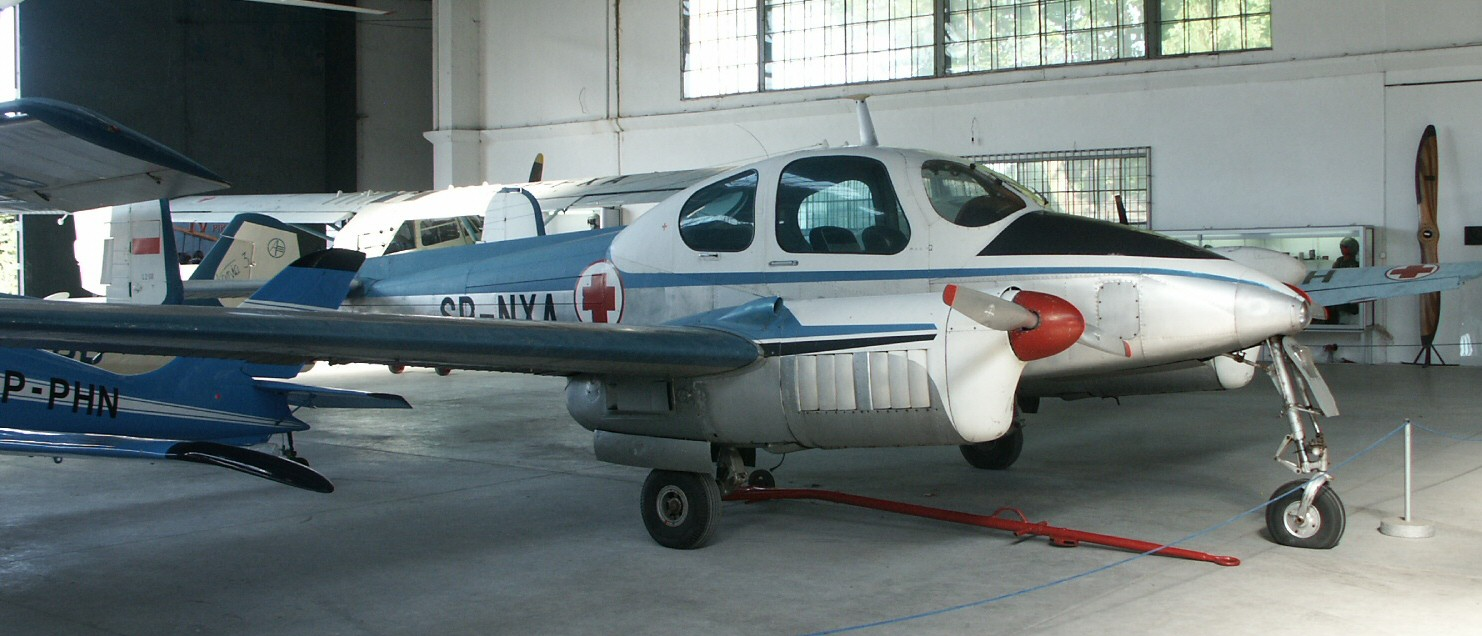
L-200A des Sanitätsflugdienst im Polnischen Luftfahrtmuseum

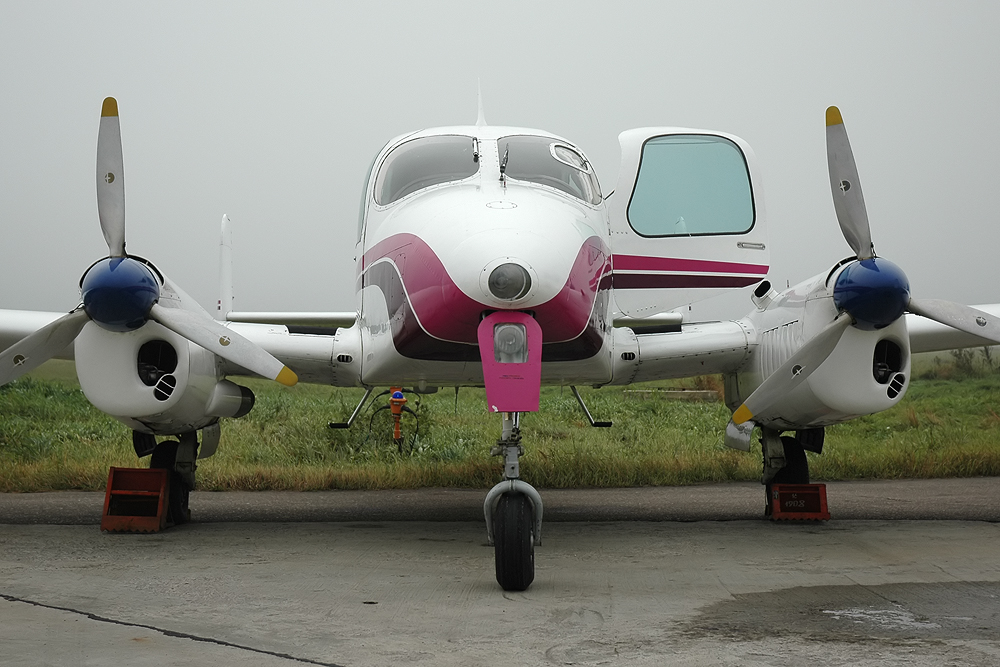
Bugansicht

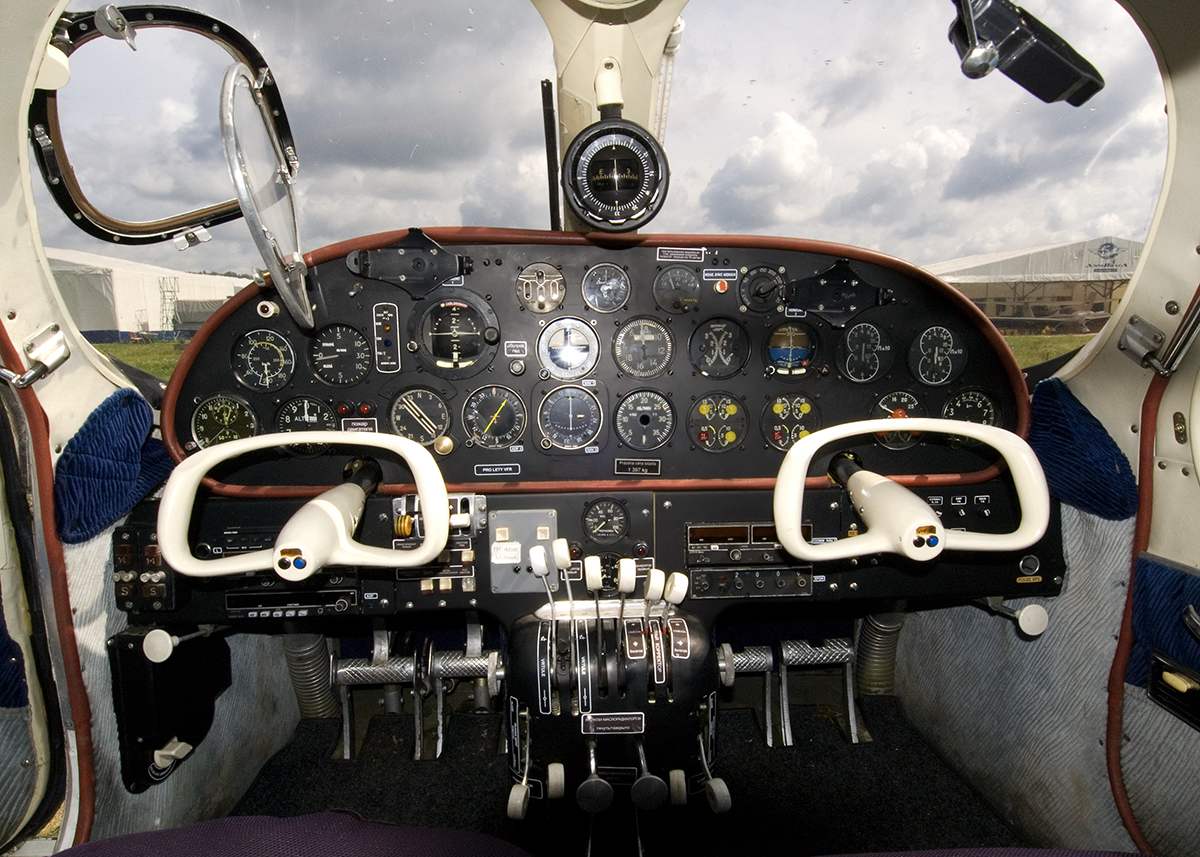
Cockpit einer Let L-200 Morava

| Kenngröße             | L-200 (1. Serie)        | L-200D                 |
| --------------------- | ----------------------- | ---------------------- |
| Konzeption            | Geschäftsreiseflugzeug  | Geschäftsreiseflugzeug |
| Besatzung             | 1                       | 1                      |
| Passagiere            | 3–4                     | 3–4                    |
| Länge                 | 8,61 m                  | 8,61 m                 |
| Spannweite            | 12,31 m                 | 12,31 m                |
| Höhe                  | 2,25 m                  | 2,25 m                 |
| Flügelfläche          | 17,30 m²                | 17,30 m²               |
| Flügelstreckung       | 8,8                     | 8,8                    |
| V-Stellung            | 5°                      | 5°                     |
| Flächenbelastung      | 107 kg/m²               |                        |
| Leistungsbelastung    | 5,78 kg/PS              |                        |
| Leermasse             | 1200 kg                 | 1360 kg                |
| Startmasse            | 1850 kg                 | 1800 kg                |
| Antrieb               | zwei Walter Minor 6-III | zwei Walter M337       |
| Leistung              | 160 PS (118 kW)         | 210 PS (154 kW)        |
| Höchstgeschwindigkeit | 310 km/h                | 300 km/h               |
| Reisegeschwindigkeit  | 260 km/h                | 285 km/h               |
| Landegeschwindigkeit  | 100 km/h                | 125 km/h               |
| Steigleistung         | 5,3 m/s                 | 6,4 m/s                |
| Dienstgipfelhöhe      | 5500 m                  | 6200 m                 |
| Reichweite            | 1600 km                 | 1800 km                |